# Bernward Grünewald
Bernward Grünewald (* 7. September 1941 in Hagen) ist ein deutscher Philosoph. Er ist Schüler von Hans Wagner und vertritt eine an Kant orientierte und durch Husserls Phänomenologie ergänzte Transzendentalphilosophie.

## Leben
Grünewald studierte – nach dem Abitur an der Klosterschule Steyl/NL – an den Universitäten Tübingen und Bonn, wo er 1973 promovierte und sich 1982 habilitierte. Nach Gastprofessuren und Vertretungen an den Universitäten Neuchâtel, Bern, Basel, Leipzig, Jena und Halle lehrte er ab 1999 an der Universität Köln.  Seit 2006 ist er im Ruhestand.

## Forschungsschwerpunkte
Grünewald hat sich in der praktischen Philosophie in Auseinandersetzung mit Kant mit der Frage der Rechtfertigung des Sittengesetzes (des kategorischen Imperativs) beschäftigt. Er versucht die Geltung des Prinzips der Moralität für jedes Wollen dadurch zu erklären, dass er es als Bedingung des Wollens erweist, insofern es sich nicht als bloßes Wünschen begreift, sondern, um handlungsbestimmend zu sein, notwendigerweise Forderungen an sich selbst und an andere stellt.
In seiner Theorie der Geisteswissenschaften versucht Grünewald, unter Rückgriff auf den phänomenologischen Begriff des Noema, im Verstehen von Sinn eine für die Geisteswissenschaften spezifische, von der Wahrnehmung physischer Objekte unterschiedene Form der Rezeptivität aufzuweisen. Anders als etwa Dilthey und die Neukantianer hält Grünewald Kants „Kritik der reinen Vernunft“ nicht bloß für eine Grundlegung der Naturwissenschaften, sondern versucht zu zeigen, dass die Struktur der sinnverstehenden Rezeptivität (oder das „noematische System“) es erlaubt, den in der „Kritik der reinen Vernunft“ herausgearbeiteten Kategorien eine spezifisch geisteswissenschaftliche Bedeutung zu geben. Er hat dies auch in Auseinandersetzung mit den Ansätzen von Max Weber und Hans-Georg Gadamer konkretisiert.
Grünewald hat zusammen mit Reinhold Aschenberg, Stephan Nachtsheim und Hariolf Oberer seit 2012 die Gesammelten Schriften von Hans Wagner im Verlag Ferdinand Schöningh herausgegeben.

## Veröffentlichungen (Auswahl)
- Praktische Vernunft, Modalität und transzendentale Einheit. Das Problem einer transzendentalen Deduktion des Sittengesetzes, in: Kant. Analysen – Probleme – Kritik, hrsg. v. H. Oberer und G. Seel, Würzburg 1988, S. 127–167.
- Der phänomenologische Ursprung des Logischen. Eine kritische Analyse der phänomenologischen Grundlegung der Logik in Edmund Husserls »Logischen Untersuchungen«, Kastellaun 1977. (ISBN 3-450-06912-8)
- Modalität und empirisches Denken. Eine kritische Auseinandersetzung mit der Kantischen Modaltheorie, Hamburg 1986. (ISBN 3-7873-0667-6)
- Geist – Kultur – Gesellschaft. Versuch einer Prinzipientheorie der Geisteswissenschaften auf transzendentalphilosophischer Grundlage, Berlin 2009. (ISBN 978-3-428-13160-0)
- Der Erfahrungsbegriff der dialektischen Hermeneutik H.-G. Gadamers und die Möglichkeit der Geisteswissenschaften, in: Logos. Neue Folge 1, 1993/94, S. 152–183.
- Verstehen und Begreifen. Über das Verhältnis von Theorie und Realität in den Sozialwissenschaften, in: Neue Realitäten. Herausforderung der Philosophie. XVI. Deutscher Kongreß für Philosophie, Sektionsbeiträge, Band II, Berlin 1993, S. 893–900.